# Bruchodape ignota
Bruchodape ignota is een vliesvleugelig insect uit de familie Eurytomidae. De wetenschappelijke naam is voor het eerst geldig gepubliceerd in 1971 door Burks.